# Rożawa

Tereny kontrolowane przez rząd Syrii (czerwony); rebeliantów (zielony); islamistów ISIS (szary), Kurdów (żółty), stan na wrzesień 2021

Autonomiczna Administracja Północnej i Wschodniej Syrii, powszechnie nazywana Rożawa (kurd. Rojava od Rojavaya Kurdistanê – رۆژاڤایا کوردستانێ – „Zachodni Kurdystan”) – de facto autonomiczny region w północno-wschodniej Syrii, zamieszkały przez ok. 2,5 mln ludzi (w listopadzie 2014 r. wskutek napływu uchodźców, populację szacowano na 4,6 mln), w większości Kurdów, którzy stanowią ok. 60% ludności regionu.
Autonomia Rożawy została uznana przez rząd syryjski, kontrolowana przez Kurdów prowincja jest uwikłana w toczącą się w Syrii wojnę domową.
Kurdowie uważają obszar Rożawy za jedną z czterech części Kurdystanu, obok Północnego Kurdystanu (w południowo-wschodniej Turcji), Południowego Kurdystanu (w północnym Iraku) i Wschodniego Kurdystanu (w zachodnim Iranie). Niemniej, uchwalona w 2014 konstytucja Rożawy uznaje Autonomiczną Administrację za integralną część Syrii.

## Nazwa
Większość terenów północnej Syrii określana jest przez kurdyjskich nacjonalistów Zachodnim Kurdystanem (kurd. Rojavayê Kurdistanê) lub Rożawą (w j. kurd. "Zachód"), uznawanego za jedną z czterech części Kurdystanu. Natomiast ziemie północno-wschodniej Syrii określane są przez Asyryjczyków jak Gozarto (syr. ܓܙܪܬܐ, czyli Górna Mezopotamia) i stanowią część historycznej asyryjskiej ojczyzny.
16 marca 2016 faktyczna administracja północnej i wschodniej Syrii ogłosiła, że na kontrolowanych przez siebie terenach  powstanie federalny system rządów pod nazwą Demokratyczna Federacja Rożawy – Północna Syria (kurd. Federaliya Demokratîk a Rojava – Bakurê Sûriyê; arab. الفدرالية الديمقراطية لروج آفا – شمال سوريا, syr. ܦܕܪܐܠܝܘܬ݂ܐ ܕܝܡܩܪܐܛܝܬܐ ܠܓܙܪܬܐ ܒܓܪܒܝܐ ܕܣܘܪܝܐ, zromanizowane: Federaloyotho Demoqraṭoyto l'Gozarto b'Garbyo d'Suriya). W grudniu 2016 nazwa została zmieniona na Demokratyczna Federacja Północnej Syrii (kurd. Federaliya Demokratîk a Bakûrê Sûriyê, arab. الفدرالية الديمقراطية لشمال سوريا, syr. ܦܕܪܐܠܝܘܬ݂ܐ ܕܝܡܩܪܐܛܝܬܐ ܕܓܪܒܝ ܣܘܪܝܐ). Następna zmiana nazwy miała miejsce 6 września 2018, kiedy zadecydowano również o nowym podziale administracyjnym, przyjęto wówczas nazwę Autonomiczna Administracja Północnej i Wschodniej Syrii, co miało podkreślać brak dążeń separatystycznych całego regionu.

## Geografia
Rożawa leży na zachód od Tygrysu, wzdłuż tureckiej granicy i graniczy z Irackim Kurdystanem na południowym wschodzie. Region ten znajduje się na ok. 36°30' szerokości geograficznej północnej i składa się głównie z równin i niskich wzgórz, chociaż występują wyższe formy ukstałtowania terenu, takie jak np. góra Abdulaziz, a także zachodnia część pasma górskiego Sindżar w Regionie Cizîrê.

## Historia
Północna Syria jest częścią Żyznego Półksiężyca i obejmuje stanowiska archeologiczne datowane na neolit, m.in. takie jak Tell Halaf. W starożytności obszar ten był częścią królestwa Mitanni, którego centrum stanowiła dolina rzeki Chabur, znajdująca się we współczesnym Regionie Cizîrê. Obszar ten następnie stał się częścią Asyrii, przy czym, są to obszary z ostatnimi zachowanymi asyryjskimi pismami znalezionymi w mieście Dūr-Katlimmu i datowanymi od 604 p.n.e. do 599 p.n.e. Później tereny te były rządzone przez różne dynastie i imperia: Achemenidów z Iranu, Aleksandra Wielkiego z Macedonii, Artaksydów z Armenii, Cesarstwo Rzymskie, Królestwo Partów i Sasanidów z Iranu, a następnie Cesarastwo Bizantyńskie i kolejne arabskie kalifaty islamskie.
Kurdyjskie osadnictwo w Syrii sięga czasów sprzed wypraw krzyżowych w XI wieku. W Syrii znaleziono szereg kurdyjskich osad wojskowych i feudalnych sprzed tego okresu, m.in. w północnej części pasma gór libańskich oraz w okolicach Hamy. Zamek Krak des Chevaliers, znany w języku arabskim jako Hisn al-Akrad (Zamek Kurdów), był pierwotnie kurdyjską osadą wojskową, zanim został rozbudowany przez francuskich krzyżowców. Podobnie znajdujące się na granicy syryjsko-tureckiej pasmo górskie Kurt Dağı (Góra Kurdyjska) zamieszkane jest przez Kurdów od ponad tysiąclecia.
W okresie rządów Imperium Osmańskiego (1516–1922) duże kurdyjskie grupy plemienne osiedliły się, a także zostały przesiedlone z Anatolii na obszary północnej Syrii. Demografia tego regionu przeszła ogromną zmianę na początku XX wieku. Niektóre plemiona czerkieskie, kurdyjskie i czeczeńskie współpracowały z władzami osmańskimi (tureckimi) w masakrach ormiańskich i asyryjskich chrześcijan w Górnej Mezopotamii, w latach 1914–1920, razem atakami na nieuzbrojonych uciekających cywilów prowadzonych przez lokalne milicje arabskie. Wówczas wielu Asyryjczyków uciekło do Syrii i osiedliło się głównie w dzisiejszym rejonie Al-Hasaka. Począwszy od 1926 w regionie nastąpiła kolejna imigracja Kurdów po niepowodzeniu buntu Szejka Saida przeciwko władzom tureckim. Podczas gdy wielu Kurdów w Syrii mieszkało tam od wieków, kolejne fale ich rodaków uciekały z domów w Turcji i osiedlały się w Syrii, gdzie otrzymywaly obywatelstwo francuskich władz mandatowych. W latach trzydziestych i czterdziestych XX w. W regionie odnotowano kilka nieudanych ruchów autonomicznych.

### Okres rządów Partii Baas
Pod rządami Syryjskiej Republiki Arabskiej polityka arabskiego nacjonalizmu i próby arabizacji były szeroko rozpowszechnione w północnej Syrii, w dużej mierze skierowane przeciwko ludności kurdyjskiej. Region otrzymał niewielkie wsparcie inwestycyjne i rozwojowe ze strony rządu centralnego. W owym okresie wydano również wiele przepisów dyskryminujących Kurdów będących właścicielami nieruchomości, prowadzących samochody, pracujących w niektórych zawodach i tworzących partie polityczne. Nieruchomości były regularnie konfiskowane przez rządowe firmy lichwiarskie. Nauczanie języka kurdyjskiego było zakazane, przekreślając edukację kurdyjskich studentów. Wiele nazw miejscowośćowości w latach 60. i 70. uległo arabizacji. Przez brak finansowego wsparcia, szpitale nie dysponowały sprzętem do zaawansowanego leczenia, a pacjenci musieli być przenoszeni poza region. W swoim raporcie na 12. sesji Rady Praw Człowieka ONZ pt. Prześladowanie i dyskryminacja kurdyjskich obywateli w Syrii, Wysoki Komisarz Narodów Zjednoczonych ds. Praw Człowieka stwierdził, że „kolejne rządy syryjskie nadal przyjmowały politykę dyskryminacji etnicznej i prześladowań narodowych wobec Kurdów, całkowicie pozbawiając ich praw narodowych, demokratycznych i ludzkich – integralnej części ludzkiej egzystencji. Rząd wprowadził oparte na pochodzeniu programy, regulacje oraz środki wykluczające różne aspekty życia Kurdów - polityczne, ekonomiczne, społeczne i kulturowe".
W wielu przypadkach rząd syryjski arbitralnie pozbawił osób pochodzenia kurdyjskiego obywatelstwa. Największy taki przypadek był wynikiem spisu ludności z 1962, który został przeprowadzony właśnie w tym celu. 120 000 osób pochodzenia kurdyjskiego zostało pozbawionych obywatelstwa i stało się bezpaństwowcami. Status ten dodatkowo przechodził na dzieci „bezpaństwowego” ojca. W 2010 Human Rights Watch (HRW) oszacował liczbę osób w Syrii o takim statusie na 300 000.
W 1973 władze syryjskie skonfiskowały 750 km² żyznych gruntów rolnych w muhafazie Al-Hasaka, które były własnością dziesiątek tysięcy kurdyjskich obywateli. Ziemie te przekazano arabskim rodzinom przesiedlanym z innych prowincji. W 2007 w tej samej muhafazie, 600 km² wokół Al-Malikijja przyznano arabskim rodzinom, a dziesiątki tysięcy kurdyjskich mieszkańców wiosek eksmitowano. Te i inne wywłaszczenia były częścią tak zwanej „inicjatywy pasa arabskiego”, która miała na celu zmianę struktury demograficznej bogatego w zasoby regionu.

### Powstanie autonomii
Po wybuchu wojny domowej w Syrii w marcu 2011, przedstawiciele Partii Unii Demokratycznej (PYD) ogłosili walkę o wyzwolenie narodowe oraz budowę społeczeństwa w oparciu o ideę demokratycznego konfederalizmu na terenach północno-wschodniej Syrii. Działania wojenne były prowadzone przez zbrojne ramię partii, które stanowiły Powszechne Jednostki Ochrony (YPG). PYD i Kurdyjska Rada Narodowa (utworzona 26 października 2011) – która stanowiła polityczną organizację reprezentującą Kurdów w Narodowej Radzie Syryjskiej – powołały 12 lipca 2012 na ziemiach syryjskich Najwyższy Kurdyjski Komitet. Pełnił on funkcję organu wykonawczego na terenach Rożawy do 2015. Kontrolowane przez nią YPG zyskało wówczas status wojska regularnego. W tym samym czasie utworzono Radę Ludową Zachodniego Kurdystanu, będącą parasolem partycypacyjno-demokratycznym dla różnych grup etnicznych oraz politycznych z terenów kontrolowanych przez YPG.
Powszechne Jednostki Obrony rozpoczęły 19 lipca 2012 roku operację w syryjskim Kurdystanie. Bojówki te, składające się z 650 osób, zaatakowały miasto Ajn al-Arab, a dzień później zdobyły Amudę i Afrîn, tuż przy granicy z Turcją. 21 lipca rebelianci kurdyjscy weszli do Al-Malikija i przygotowywali się do ataku na największe miasto w regionie, Al-Kamiszli. 22 lipca bojownicy zajęli Ras al-Ajn i Al-Darbasijja. Starcia wybuchły też w Al-Kamiszli po tym, jak rządowe służby bezpieczeństwa ostrzelały tam protestujących.
W muhafazie Al-Hasaka toczyła się ofensywa YPG, które wypierały z kurdyjskich terenów radykalnych islamistów. Po trwających dwumiesięcznych walkach, które okazały się zwycięskie dla Kurdów, PYD ogłosiła 12 listopada 2013 na trwającym dwa dni posiedzeniu w Al-Kamiszli, utworzenie przejściowego autonomicznego rządu i administracji na kontrolowanych regionach. Tzw. Autonomiczna Rada Przejściowa zakładała podział regionu kurdyjskiego Syrii na trzy kantony (Kobanî, Afrîn oraz Cizîrê), każdy z własnym lokalnym zgromadzeniem, jak i również przedstawicielami do regionalnego organu wykonawczego. W 2016 ogłoszono na terenach Rożawy powstanie Systemu Federacji, który objął wszystkie kantony oraz niektóre mieszane etnicznie regiony wyzwolone spod okupacji Państwa Islamskiego.
Prowincja w wyniku rewolucji w listopadzie 2013 uzyskała autonomię proklamowaną oficjalnie 9 stycznia 2014. Społeczność ta jest oparta na zasadach bezpośredniej demokracji, równości płci i poszanowania praw mniejszości, deklarowanych w imieniu zamieszkujących ten obszar Kurdów, Arabów, Syryjczyków, Aramejczyków, Turkmenów, Ormian i Czeczenów.
W sierpniu 2019 roku prezydent Turcji, zapowiedział użycie wojska przeciw Kurdom na terenie Rożawy. Na początku października 2019 roku, wobec zbliżającej się tureckiej inwazji, wojska amerykańskie opuściły Rożawę. Prezydent Stanów Zjednoczonych, Donald Trump twierdził, że utrzymanie bazy i patroli amerykańskich na granicy turecko-syryjskiej stało się dla USA zbyt kosztowne, a strony konfliktu w tej części Syrii powinny same rozstrzygnąć sytuację. Działania te zostały podjęte w celu utworzenia tzw. przygranicznego „pasa bezpieczeństwa” o szerokości 32 km, na którym zaplanowano osiedlenie syryjskich uchodźców wojennych aktualnie przebywających na terenie Turcji, mających oddzielać tereny Kurdów Tureckich od terenów Kurdów Syryjskich.
9 października 2019 roku Turcja rozpoczęła działania wojenne, w wyniku których liczba uchodźców w regionie wzrosła do ponad 100 tysięcy. 17 października 2019 roku Turcja ogłosiła pięciodniowe zawieszenie broni. 23 października 2019 roku w Soczi odbyły się rosyjsko-tureckie rozmowy, na których Rosja zgodziła się aby pod kontrolą turecką, pozostał pas ziemi o szerokości 32 km, między miastami Ras al-Ajn i Tall Abjad, a rosyjska żandarmeria będzie czuwać nad przestrzeganiem zawieszenia broni. 27 października 2019 roku Syryjskie Siły Demokratyczne (SDF) wydały oświadczenie o podporządkowaniu się międzynarodowym ustaleniom i opuszczeniu strefy granicznej.

## Ustrój polityczny
Społeczność Rożawy oparta jest na zasadach bezpośredniej oraz uczestniczącej demokracji, równości płci i poszanowania praw mniejszości, deklarowanych w imieniu zamieszkujących ten obszar Kurdów, Arabów, Syryjczyków, Turkmenów, Ormian i Czeczenów. Konstytucja Rożawy – nazywana "Umową Społeczną" – ustanowiła autonomię regionu, podział na 3 regiony i jego pozostanie w obrębie Syrii. Ustawa zasadnicza zawiera następujące poprawki w stosunku do obowiązującego prawa syryjskiego:
- równouprawnienie kobiet oraz zakaz poligamii
- swobodę wyznania
- równość wszystkich grup etnicznych
- zakaz tortur i kary śmierci.

### Równouprawnienie
Do równouprawnienia płci przywiązywano już wagę w latach 80. XX w. w działaniach Partii Pracujących Kurdystanu, m.in. tworząc Oddziały Wolnych Kobiet (YJA-STAR). W 2005, na terenach dzisiejszej Rożawy, założona została Yekîtiya Star (od 2016 jako Kongreya Star – Kongres Gwiazd), będąca konfederacją organizacji kobiecych z Syrii. Konfederacja skupia się na organizowaniu gmin kobiecych, które koncentrują się na rozwoju możliwości ekonomicznych kobiet, a także podnoszeniu ich świadomości i zdolności samoobrony. Praca konfederacji opiera się na twierdzeniu, że „bez wyzwolenia kobiet prawdziwie wolne społeczeństwo jest niemożliwe”.
W ramach równouprawnienia mężczyzn i kobiet na terenie całej Rożawy funkcjonuje parytet płci. Oznacza to, że w każdej mieszanej płciowo instytucji reprezentacja kobiet nie może wynosić mniej niż 40%. Funkcjonuje również zasada dwuprzywództwa (kurd. hevserok), co znaczy, że każde przywództwo powierzane jest dwóm osobom, przy czym jedną z nich musi być kobieta.
W 2013 w kantonie Afrîn, aż 65% instytucji wojskowych, politycznych i tych związanych ze społeczeństwem obywatelskim składało się z kobiet. W 44 instytucjach miejskich 55% zatrudnionych stanowiły kobiety, w sektorze rolnictwa 56%, natomiast w Instytucji Języka Kurdyjskiego (SZK) i w Związku Nauczycielstwa uczestnictwo kobiet wynosiło do 70%.

### Organy szczebla federalnego
W grudniu 2015, podczas spotkania przedstawicieli regionu w Al-Malikijja powołano Syryjską Radę Demokratyczną (SDC), która ma pełnić funkcję ogólnofederacyjnego organu legislacyjnego oraz politycznego przedstawiciela Rożawy i Syryjskich Sił Demokratycznych. W jej skład wchodzi 43 osoby reprezentujące różne grupy etniczne, religijne, polityczne czy ekonomiczne (w tym również przedstawiciele Narodowej Rady Syryjskiej). Na współprzewodniczących SDC zostali wybrani: Haytham Manna – długoletni syryjski działacz na rzecz praw człowieka – oraz członkini zarządu TEV-DEM – Îlham Ehmed.
SDC powołuje Radę Wykonawczą, która zajmuje się gospodarką, rolnictwem, zasobami naturalnymi i sprawami zagranicznymi (w momencie powołania składała się z 20 ministerstw). Wybory parlamentarne zaplanowano na 2014 i 2018, ale zostały przełożone z powodu toczących się walk. Jednym z postanowień przy tworzeniu organu, było zastosowanie parytetu 40% na udział kobiet w rządzie i kwoty dla młodzieży. W związku z decyzją o wprowadzeniu akcji afirmatywnej dla mniejszości etnicznych, wszystkie organizacje rządowe i urzędy opierają się na systemie dwuprzywództwa.

### Podział administracyjny
6 września 2018, podczas spotkania Syryjskiej Rady Demokratycznej w Ajn Issa, przyjęto nową nazwę regionu, którą została „Autonomiczna Administracja Północnej i Wschodniej Syrii”. Zmieniono również w pewnym stopniu podział terytorialny Rożawy. Dotychczas autonomia składała się z trzech kantonów: Cizîrê, Afrîn oraz Kobanî; a także kilku regionów mieszanych etnicznie. W marcu 2018 duża część kantonu Afrîn została przejęta przez Tureckie Siły Zbrojne oraz wspierające je islamistyczne bojówki.
Nazwę kantony zmieniono na regiony, jak również nadano taką samą nazwę lokalnym radom cywilnym, zrównując i formalizując tym samym ich status. W ten sposób powstało 7 regionów, które łącznie wchodzą w skład Rożawy: Regionu Eufratu (wcześniej Kobanî), Cizîrê, Afrîn, Rakka, Manbidż, Tabka i Dêra Zorê. Podczas spotkania utworzono również 70-osobową „Radę Generalną Autonomicznej Administracji Północnej i Wschodniej Syrii”.

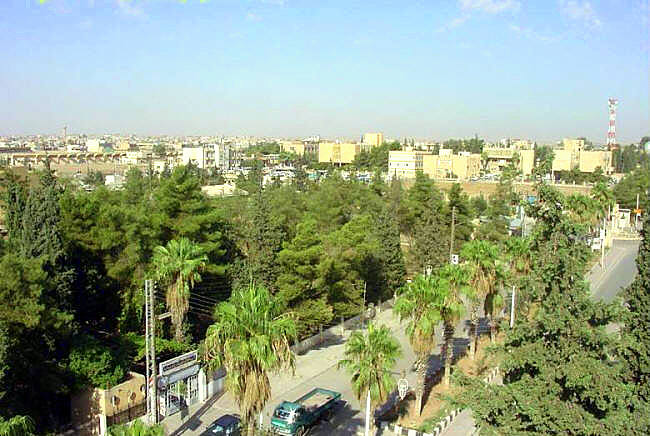
Cizîrê (Al-Kamiszli; 2012)

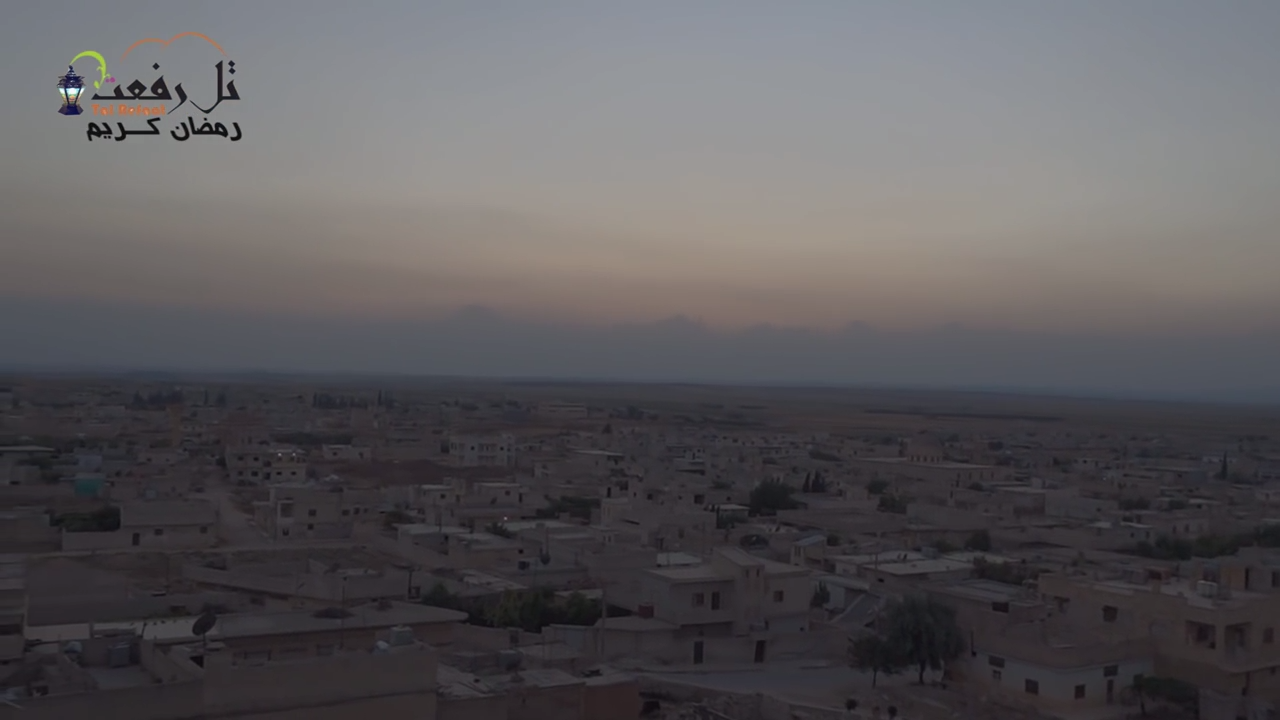
Tall Rifat (2015)

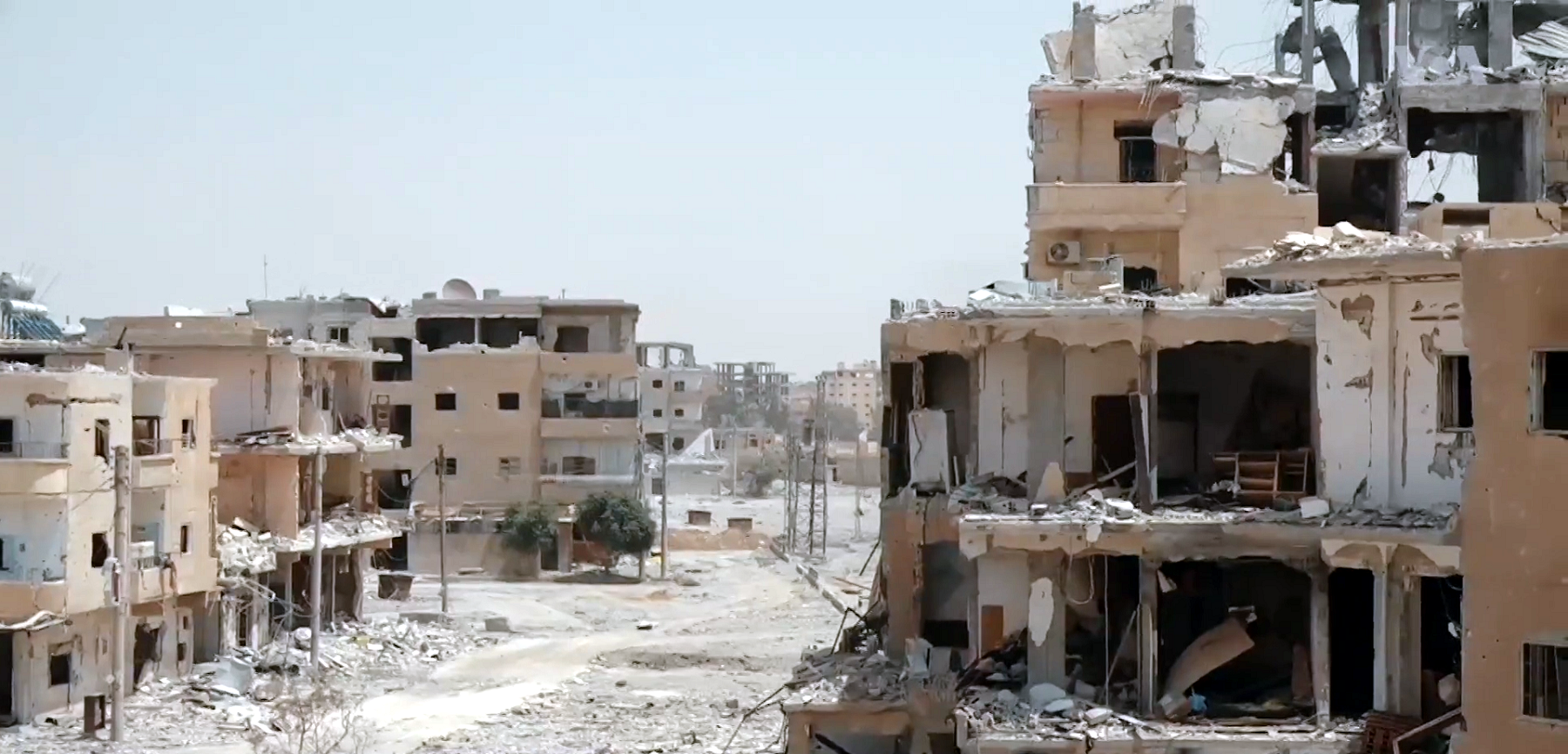
Zniszczona dzielnica w Ar-Rakkce (2017)

Jeśli chodzi o administrację Republiki Syrii, region Rożawy składa się z muhafazy al-Hasakah, Ar-Rakka, Dajr az-Zaur i Aleppo.
| Region              | Oficjalna nazwa                                                                  | Stolica           | Największe miasto |
| ------------------- | -------------------------------------------------------------------------------- | ----------------- | ----------------- |
| Region Cizîrê       | arabska: إقليم الجزيرة kurdyjska: Herêma Cizîrê syryjska: ܦܢܝܬܐ ܕܓܙܪܬܐ           | Cizîrê            | Al-Hasaka         |
| Region Eufratu      | arabska: إقليم الفرات kurdyjska: Herêma Firatê syryjska: ܦܢܝܬܐ ܕܦܪܬ              | Kobanî            | Kobanî            |
| Region Afrîn        | arabska: قليم عفرين kurdyjska: Herêma Efrînê syryjska: ܦܢܝܬܐ ܕܥܦܪܝܢ              | Tall Rifat        | Tall Rifat        |
| Region Rakka        | arabska: إقليم الرقة kurdyjska: Herêma Reqayê syryjska: ܦܢܝܬܐ ܕܪܩܗ               | Ar-Rakka          | Ar-Rakka          |
| Region Tabka        | arabska: إقليم الطبقة kurdyjska: Herêma Tebqayê syryjska: ܦܢܝܬܐ ܕܛܒܩܗ            | As-Saura          | As-Saura          |
| Region Manbidż      | arabska: إقليم منبج kurdyjska: Herêma Minbicê syryjska: ܦܢܝܬܐ ܕܡܒܘܓ              | Manbidż           | Manbidż           |
| Region Dajr az-Zaur | arabska: إقليم دير الزور kurdyjska: Herêma Dêra Zorê syryjska: ܦܢܝܬܐ ܕܕܝܪ ܐܠ ܙܘܪ | Jazrat al-Buhamid | Hadżin            |

## Edukacja, media i kultura

### Edukacja szkolna
Pod rządami partii Baas edukacja szkolna składała się tylko z arabskojęzycznych szkół publicznych, uzupełnianych przez asyryjskie prywatne szkoły wyznaniowe. W 2015 administracja Rożawy wprowadziła edukację podstawową w języku ojczystym (kurdyjskim lub arabskim) i obowiązkową edukację dwujęzyczną (kurdyjską i arabską) dla szkół publicznych, angielskim jako obowiązkowym językiem trzecim. Trwają nieporozumienia i negocjacje z syryjskim rządem centralnym w sprawie programów nauczania, który nadal płaci niektórym nauczycielom w szkołach publicznych.
W sierpniu 2016 społeczność asyryjska w al-Kamiszli założyła Centrum Ourhi, gdzie mieli być kształceni nauczyciele języka syryjsko-aramejskiego, który wprowadzono jako dodatkowy język w szkołach publicznych w regionie Cizîrê, w roku szkolnym 2016/17. Według Komisji Edukacji regionu, w 2016/2017 „trzy programy zastąpiły stary, obejmując nauczanie w trzech językach: kurdyjskim, arabskim i syryjskim”. W sierpniu 2017 Galenos Yousef Issa z Centrum Ourhi ogłosił, że program nauki języka syryjskiego został rozszerzony do klasy 6, gdzie wcześniej możliwy był jedynie do 3. W tym celu przydzielono nauczycieli do szkół syryjskich w Al-Hasaka, Al-Kahtanijja i Al-Malikijja. Na początku roku akademickiego 2018–2019 programy nauczania w języku kurdyjskim i arabskim zostały rozszerzone na klasy 1-12, a w syryjskim na klasy 1-9.
W okresie rządów partii Baas, w szkołach publicznych uczniowie przymusowo uczestniczyli w marszach poparcia dla rządzącego systemu. Odbywały się także lekcje dotyczące historii partii Baas i panującego w Syrii ustroju politycznego. Administracja Rożawy zadecydowała o wykreśleniu marszy i przedmiotów z programu nauczania, jak i o usunięciu wszelkich symboli partii baasistowskiej oraz podobizn członków rodziny Asadów ze szkół. Wprowadzono również lekcje jineolojji. Reformę szkolnictwa przeprowadzano na terenie całej Rożawy, musiała jednak zostać przerwana w kantonie Afrîn, gdzie w roku szkolnym 2017/2018 armia turecka przeprowadziła inwazję. Władze regionu zostały zmuszone do zamknięcia szkół w celu ratowania życia uczniów.
Administracja federalna oraz regionalne i lokalne kładą duży nacisk na promocję bibliotek i placówek edukacyjnych, w celu ułatwienia dostępu do nauki oraz rozwoju działań społecznych i artystycznych. Przykładami są Centrum Rozwoju Talentów Dziecięcych Nahawand w Amuda (założone w 2015) czy Biblioteka Rod Rod û Perwîn w Kobanî (założona w 2016).
W przypadku asyryjskich prywatnych szkół wyznaniowych początkowo nie było żadnych zmian. Jednak w sierpniu 2018 doniesiono, że władze regionu próbowały wdrożyć własny program asyryjski w prywatnych szkołach chrześcijańskich, które nadal używały arabskiego programu nauczania z ograniczonymi klasami syryjskimi zatwierdzonymi przez rząd i pierwotnie opracowanymi przez Syryjskie Ministerstwo Edukacji we współpracy z duchowieństwem chrześcijańskim w latach 50. XX wieku. Groźba zamknięcia szkół, które nie przestrzegałyby nowego programu nauczania, spowodowała protesty w Al-Kamiszli. Jednak we wrześniu 2018 osiągnięto w tej sprawie porozumienie. Władze regionu wraz z syryjskim arcybiskupstwem prawosławnym ustaliły, że dwa pierwsze stopnie będą objęte syryjskim programu nauczania, a stopnie od trzeciego do szóstego nadal będą działać według programu nauczania zatwierdzonego przez rząd w Damaszku.

### Edukacja wyższa
Na początku wojny domowej w Syrii, nie istniała żadna większa instytucja szkolnictwa wyższego na terenach Rożawy. Od tamtego momentu administracja regionalna otworzyła kilka uczelni wyższych oraz cały czas stara się o ich powiększanie oraz uznanie na arenie międzynarodowej. Z powstałych instytucji można wymienić:
- Otwarta we wrześniu 2014 Mezopotamska Akademia Nauk Społecznych w Al-Kamiszli[82]. System nauczania został oparty na ideach demokratycznego konfederalizmu[69].
- W sierpniu 2015 został otwarty Uniwersytet Afrîn w Afrîn, nauczający w systemie tradycyjnym. Początkowo działały tutaj takie kierunki jak: literatura, inżynieria, ekonomia, medycyna, inżynieria topograficzna, muzyka i teatr, zarządzanie oraz kurdologia[83].
- W lipcu 2016 Rada Edukacji Kantonu Cizîrê utworzyła Uniwersytet Rożawski w Al-Kamiszli. Otwarto wówczas następujące kierunki: medycyna, inżynieria, nauki ścisłe i nauki humanistyczne. Prowadzone programy obejmują m.in. nauki związane ze zdrowiem, przetwórstwem ropy naftowej, informatyką, inżynierią rolniczą, fizyką, chemią, matematyką, historią, psychologią, geografią, literaturą kurdyjską czy nauczaniem w szkole podstawowej[76][84]. Językiem wykładowym jest kurdyjski, a dzięki porozumieniu z Université de Paris VIII Vincennes Saint Denis we Francji w sprawie współpracy, uczelnia mogła otworzyć rejestrację studentów już w roku akademickim 2016/2017[85]. W roku akademickim 2017/2018 liczba studentów wynosiła 720, a w 2018/2019 już 831 – w tym 272 kobiety[86].
- W sierpniu 2016 siły policyjne Kantonu Cizîrê przejęły kontrolę nad pozostałymi częściami miasta Al-Hasaka, w których znajdowała się filia arabskojęzycznego Uniwersytetu Al-Furat (który główną siedzibę ma w Dajr az-Zaur). Za obopólną zgodą instytucja nadal działa pod zwierzchnictwem Ministerstwa Szkolnictwa Wyższego w Damaszku.

### Media
Uwzględniając Powszechną Deklarację Praw Człowieka, Międzynarodowy Pakt Praw Obywatelskich i Politycznych, Międzynarodowy Pakt Praw Gospodarczych, Społecznych i Kulturalnych, a także inne uznane na arenie międzynarodowej konwencje dotyczące praw człowieka, Konstytucja północno-wschodniej Syrii z 2014 gwarantuje wolność słowa i wolność mediów. W rezultacie w regionie rozwinął się zróżnicowany krajobraz medialny w każdym z języków regionu: kurdyjskim, arabskim, syryjsko-aramejskim, tureckim, a także w języku angielskim. Często używany jest więcej niż jeden język. Do najbardziej rozpoznawalnych mediów w regionie należą agencje informacyjne Hawar News Agency oraz ARA News, stacje telewizyjne Rojava Kurdistan TV i Ronahî TV oraz dwumiesięcznik Nudem. Rozwinął się krajobraz lokalnych gazet i stacji radiowych. Agencje medialne często napotykają jednak trudności ekonomiczne, co pokazało zamknięcie serwisu informacyjnego Welati w maju 2016. Również ekstremizm polityczny w kontekście syryjskiej wojny domowej może wywierać presję na media; na przykład w kwietniu 2016 siedziba Arta FM („pierwsza i jedyna niezależna stacja radiowa obsadzona i transmitowana przez Syryjczyków wewnątrz Syrii”) w Amuda otrzymywała groźby i została podpalona przez niezidentyfikowanych sprawców. Podczas tureckiej operacji wojskowej w Afrîn, obecność powiązanej z iracką z KDP grupy medialnej Rudaw Media Network została zakazana przez administrację Kantonu Kobanî.
Międzynarodowe media i dziennikarze działają na obszarze Rożawy z niewielkimi ograniczeniami, co stanowi jeden z niewielu regionów Syrii, gdzie mogą cieszyć się względną swobodą. Dzięki temu zagraniczne media mają możliwość dokonywać regularnych doniesień z regionu, w tym tworzenia reportaży oraz filmów dokumentach, m.in. filmy BBC Rojava: Syria's Secret Revolution (2014), Sky1 Rojava - The Fight Against ISIS (2016), Orient XXI Rojava: A Utopia in the Heart of Syria’s Chaos (2017) czy ARTE Syria: Rożawa, kobieca rewolucja (2018).
Połączenie internetowe w regionie jest często powolne z powodu nieodpowiedniej infrastruktury. Linie internetowe są obsługiwane przez Syrian Telecom, który od stycznia 2017 pracuje nad znacznym rozszerzeniem światłowodowej sieci kablowej w południowym Regionie Cizîrê.

### Kultura i sztuka
W Rożawie działa wiele organizacji oraz instytucji promujących kulturę i sztukę w różnych dziedzinach, m.in. malarstwie, muzyce, pisarstwie, teatrze czy tańcu. Spośród nich, można wymienić funkcjonujące od 1988 stowarzyszenie "Kultura i Sztuka" (kurd. Çand û Hunerê), które po utworzeniu autonomii zajmuje się prowadzeniem Akademii Kultury i Sztuki, będących swego rodzaju domami kultury. Działa również Syriackie Centrum Kultury, zajmujące się promocją kultury asyryjskiej; Centrum Nahawand w miejscowości Amuda, którego celem jest rozwój talentów wśród młodzieży; Ośrodki Oświaty i Nauki Kobiet, których celem jest nie tylko praktyczna edukacja kobiet, ale również prowadzenie kursów z kultury i sztuki (od 2011 do 2016 otwarto dwie akademie i 26 placówek oświatowych); Unia Intelektualistów Rożawskiego Kurdystan; Związek Artystów; a także wiele innych.
Do najważniejszych wydarzeń kulturalnych w regionie należy doroczny Festiwal Teatru w marcu/kwietniu, czerwcowy Rożawski Festiwal Opowiadań – oba w Al-Kamiszli – Festiwal Filmów Krótkometrażowych Afrîn w kwietniu, a także coroczne targi książki Herkol Book Fair.

## Demografia

### Skład etniczny

#### Kurdowie
Kiedy po I wojnie światowej dokonywano podziału terytoriów pokonanego Imperium Osmańskiego, tereny dzisiejszej Rożawy weszły w skład Francuskiego Mandatu Syrii. W efekcie, wiele mieszkających tam Kurdów oraz znajdujących się koczowniczych plemion kurdyjskich zostało zmuszonych do osiedlenia się na podległych Francji terenach. Ówczesne władze zaczęły zachęcać miejscową ludność do rozpoczęcia uprawy ziemi.
W 1946 ostatnie wojskowe oddziały francuskie i brytyjskie opuściły Syrię. 17 kwietnia 1946 oficjalnie ogłoszono powstanie Syryjskiej Republiki Arabskiej, która od samego początku istnienia określała się jako etnicznie jednorodne państwo arabskie. Z tego względu, przez wiele lat Kurdowie poddawani byli dyskryminacji oraz represjom ze strony władz. W spisie ludności z 1962 wielu Kurdów celowo pominięto (np. ze względu na nieobecność w domu), przez co ponad 120 tys. osób pozbawiono obywatelstwa.
Po dojściu do władzy Partii Baas w 1963, represje wobec mniejszości kurdyjskiej wzrosły. Dowódca sił bezpieczeństwa w prowincji Al-Hasaka – Muhammad Talab Hilal, nakreślił plan arabizacji północnej Syrii. Uwzględniał on wysiedlenia Kurdów, niedopuszczanie do szkolnictwa i miejsc pracy, ekstradycję poszukiwanych w Turcji, zastępowanie duchownych kurdyjskich arabskimi, ustanowienie arabskiego kordonu sanitarnego wzdłuż granicy z Turcją, utworzenie spółdzielni rolniczych z arabskimi rolnikami, odebranie czynnego i biernego prawa wyborczego nie-Arabom oraz odmowa uzyskania syryjskiego obywatelstwa niearabskim imigrantom. Plan realizowano do 1968, kiedy to wyszedł na jaw i został oficjalnie przerwany przez władze. Nie zakończyło to jednak dyskryminacji wobec ludności kurdyjskiej.

##### Jezydzi
W Rożawie żyje od 10 do 15 tys. jezydów. Najwięcej żyje ich w Afrîn, gdzie znajduje się ok. 25 jezydzkich wsi, a także w pobliżu Al-Kahtanijja. W okresie rządów Partii Baas jezydom mieszkającym na wschodzie kraju nie pozwalano obchodzić swoich świąt, islamizowano śluby i zmuszano dzieci do przejścia na islam.
Po utworzeniu autonomii Rożawy jezydzi mają pełną wolność wyznania. Zaczęli oni również organizować się w rady, poprzez które wpływają na lokalną politykę.

#### Arabowie
W okresie rządów Francji Arabowie syryjscy prowadzili koczowniczy tryb życia. Pierwszą wieś arabską założono dopiero w 1933. Napięcia pomiędzy Arabami a Kurdami doprowadziły do otwartej wojny w 1945, podczas której zrabowano ponad 150 kurdyjskich wsi.
W 1965 władzy Syrii zadecydowały o utworzeniu pasa arabskiego wzdłuż granicy z Turcją. Przebiegał on od miejscowości Ras al-Ajn, aż do granicy z Irakiem. Jego długość miała wynosić 322 km, a szerokość 10-16 km. Celem była zmiana demograficzna z ludności kurdyjskiej na arabską. Przy tureckiej granicy założono wówczas 41 arabskich wsi oraz zmieniono nazwy wszystkich istniejących już miejscowości na arabskie.
Władze pod pretekstem "planu budowy wzorcowych gospodarstw rolnych" wywłaszczyły osoby narodowości kurdyjskiej z ponad 2 mln hektarów ziemi, które następnie podzielono pomiędzy arabskich przesiedleńców.
Kwestie ekonomiczne coraz bardziej pogłębiały konflikt pomiędzy Kurdami i Arabami. Jego apogeum miało miejsce 12 marca 2004 w Kamiszli, gdzie podczas meczu piłkarskiego między kurdyjską drużyną Al-Cihad a arabską Al-Fatwa doszło do zamieszek na tle politycznym. Zginęło wówczas 12 osób. W reakcji na to wydarzenie zaczęły wybuchać protesty w kolejnych miastach. Zostały one krwawo stłumione przez władze. Szacuje się, że zginęło 70 osób a ponad 300 zostało rannych.

Asyryjska katedra w Al-Hasaka

Po utworzeniu Rożawy niektóre arabskie plemiona wyraziły swoje poparcie dla wojsk YPG, do którego zaczęli się przyłączać m.in. przedstawiciele z plemion Szarabia, Zubejd czy Szammar. Kilka poparło natomiast w wojnie domowej Państwo Islamskie. Jedna większość arabskich plemion pozostaje neutralnych wobec autonomii rożawskiej i dżihadystów. Pomimo tych podziałów, Arabowie aktywnie uczestniczą w życiu społecznym i politycznym Rożawy, działając m.in. w komunach autonomii demokratycznej, spółdzielniach, stowarzyszeniach czy przyłączając się do formacji mundurowych (YPG, YPJ, Asaisz).

#### Asyryjczycy
Wschodnia Syria jest jednym z historycznych terenów zamieszkiwanych przez Asyryjczyków, przez nich samych określanym Gozarto. Szacuje się, że stanowią oni w Rożawie ok. 10% ludności, czyli ok. 200 tys. ludzi. Przed wybuchem wojny domowej, liczba ta wynosiła ok. 300 tys., jednak w 2013 Rożawa została zaatakowana przez Dżabhat an-Nusrę, która dopuściła się mordów na ludności asyryjskiej. W efekcie, wielu przedstawicieli tego narodu uciekło z kraju. Ci, którzy zostali, włączyli się w działalność społeczno-polityczną na terenie Rożawy, jak i również działania militarne, tworząc m.in. Syriacką Radę Wojskową, Sutoro czy Nattoreh.

Według Dawida Wergili, członka Europejskiego Związku Asyryjczyków z siedzibą w Brukseli:

Demokratyczna Autonomia w Rożawie uznaje powszechny i równy status ludów zajmujących ten region i reprezentuje je w sposób demokratyczny i sprawiedliwy. Asyryjczycy walczą o zapewnienie, że w odbudowie Syrii i na przeorganizowanym Bliskim Wschodzie ich prawa i ich miejsca do życia zostaną im zagwarantowane. Dlatego też Rożawa jest przedsięwzięciem odpowiadającym interesom Asyryjczyków.

##### Chaldejczycy

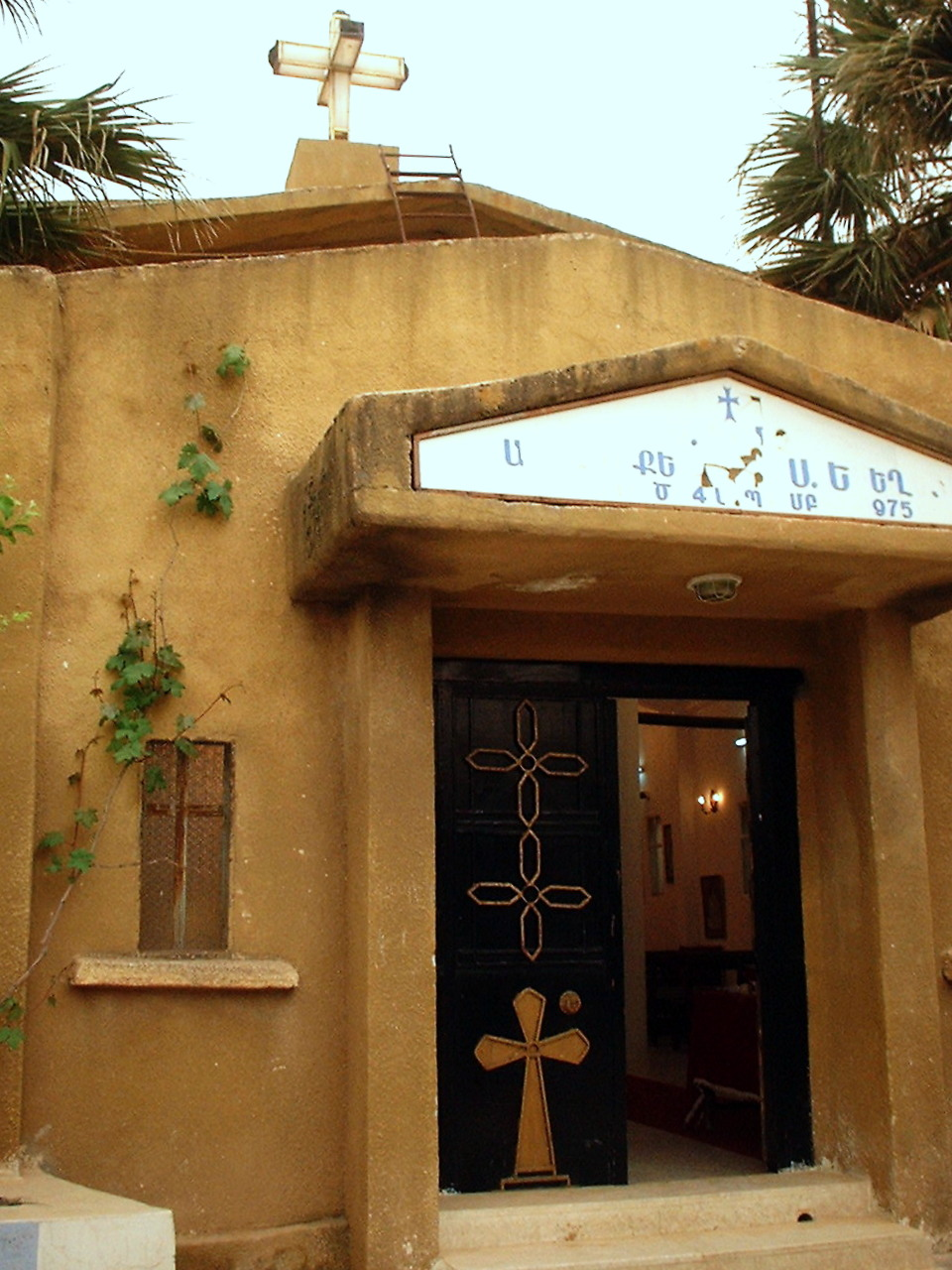
Ormiański kościół w Tall Abjad

Członkowie Chaldejskiego Kościoła Katolickiego stanowią nieliczną grupę w Rożawie, sięgającą niecałe 2 tys. osób. Chaldejczycy są jednak, od samego początku wojny domowej, zwolennikami systemu rad Rożawy. Przedstawiciele tej grupy etnicznej działa w lokalnych radach oraz stowarzyszeniach.

#### Ormianie
Ludność ormiańska na terenach Syrii, m.in. w Aleppo, żyje od 2 tys. lat. Jednak większość Ormian zamieszkujących tereny dzisiejszej Rożawy jest potomkami osób, które uciekły tutaj przed osmańskim ludobójstwem w latach 1915-1917. Szacuje się, że w Rożawie mieszka ok. 12 tys. Ormian, z czego najwięcej w Kamiszli, Malikijja oraz Hasaka. Najliczniejsze grupy religijne wśród tej narodowości to Ormiański Kościół Apostolski, Omiański Kościół Katolicki oraz Ormiański Kościół Ewangelicki.

#### Inne mniejszości
Na terenie Rożawy żyje wiele innych grupy narodowych i etnicznych, każda z nich jest jednak niewielka, a liczebność każdej z nich dokładnie nieznana. Do tych mniejszości należą m.in. Turkmeni, Czeczeni, Czerkiesi oraz Nawarzy z ludu Dom.

### Religia
Większość Kurdów i Arabów w północnej Syrii jest wyznawcami sunnickiego islamu, podczas gdy większość Asyryjczyków należy do Syryjskiego Kościoła Ortodoksyjnego, Kościoła katolickiego obrządku syryjskiego, Kościoła chaldejskiego oraz Asyryjskiego Kościoła Wschodu. Wśród Ormian dominują Ormiański Kościół Apostolski, Omiański Kościół Katolicki oraz Ormiański Kościół Ewangelicki. Są też wyznawcy innych religii, takich jak np. jezydyzm. Administracja polityczna w regionie jest natomiast zdecydowanie świecka i laicka.

### Języki
Status języków na terenie autonomicznego regionu Rożawy reguluje konstytucja, która stanowi, że „wszystkie języki w Północnej Syrii są równe we wszystkich dziedzinach życia, w tym w kontaktach społecznych, edukacji, kulturze i administracji. Każdy człowiek organizuje swoje życie i zarządza swoimi sprawami używając języka ojczystego". W praktyce języki arabski i kurmandżi są najczęściej stosowanymi we wszystkich obszarach i dla większości oficjalnych dokumentów, język syryjski jest stosowany głównie w regionie Cizîrê z pewnym wykorzystaniem we wszystkich obszarach, natomiast turecki i czerkieski są używane w regionie Minbicê.
Cztery główne języki używane w północnej Syrii pochodzą z trzech różnych rodzin językowych:
- Kurdyjski (dialekt północnokurdyjski), języki zachodnioirańskie[105][106] z rodziny języków indoeuropejskich.
- Arabski (dialekt północnomezopotamski), języki centralnosemickie z rodziny języków semickich.
- Syryjsko-aramejski, głównie w odmianach turoyo i asyryjskiej, języki semickie północnozachodnie z rodziny języków semickich.
- Turecki (w syryjskim dialekcie turkmeńskim) z rodziny języków tureckich.

Do czterech powyższych języków stosuje się trzy różne alfabety:
- Alfabet łaciński dla kurdyjskiego i tureckiego
- Alfabet arabski dla arabskiego
- Alfabet syryjski dla syryjsko-aramejskiego

## Gospodarka
Gospodarka Rożawy jest zróżnicowana ze względu na regiony. Region Cizîrê jest głównym producentem pszenicy i bawełny, a także ma rozwinięty przemysł naftowy. Region Afrîn specjalizuje się tradycyjnie w produkcji oliwy z oliwek, w tym produkowanego z niej mydła w Aleppo. Region Eufratu natomiast najbardziej ucierpiał z trzech regionów w czasie wojny domowej, co stanowi ogromne wyzwanie w zakresie odbudowy. Ostatnio zaczęto rozwijać tam rolnictwo szklarniowe. Na całym obszarze Rożawy ceny kontrolowane są przez lokalne komitety mieszkańców, które mogą ustalać ceny podstawowych towarów, takich jak żywność i wyroby medyczne.
Rząd Baszszara al-Asada miał specjalnie nie poddawać modernizacji części północnej Syrii, w celu wytworzenia zacofania gospodarczego względem innych regionów kraju, co miało sprzyjać arabizacji regionu, a także zmniejszenia prawdopodobieństwa prób secesji. Ludność kurdyjska w owym czasie emigrowała ze wsi do miast, co powodowało zmiany etniczne na większych obszarach. Do dzisiaj m.in. w Regionie Cizîrê występuje rolnictwo tradycyjne. W czasie syryjskiej wojny domowej infrastruktura regionu doświadczyła mniej zniszczeń niż inne części Syrii. W maju 2016 Ahmed Yousef, szef Organu Gospodarczego oraz dziekan Uniwersytetu Afrin, twierdził, że w tym czasie wyniki gospodarcze regionu (w tym rolnictwa, przemysłu i ropy naftowej) stanowiły około 55% produktu krajowego brutto Syrii. W 2014 Rząd syryjski nadal wypłacał pensje niektórym pracownikom państwowym. Rożawska administracja regionu oświadczyła jednak, że „żaden z naszych projektów nie jest finansowany przez reżim”.
Początkowo nie wprowadzono podatków bezpośrednich ani pośrednich od osób fizycznych i przedsiębiorstw w regionie; administracja uzyskiwała pieniądze głównie dzięki cłu oraz sprzedaży ropy naftowej i innych zasobów naturalnych. Jednak w lipcu 2017 odnotowano, że administracja w Regionie Cizîrê zaczęła pobierać podatek dochodowy, z którego finansowane zostały usługi publiczne. W maju 2016 The Wall Street Journal zaraportował, że Rożawa jest dla syryjskich kupców „jedynym miejscem, w którym nie są zmuszani do płacenia łapówek”.
Głównymi źródłami przychodów dla regionu autonomicznego stanowią:
1. Dochód z nieruchomości publicznych, takich jak silosy zbożowe, jak również z ropy i gazu z regionu Cizîrê,
2. Dochód z podatków lokalnych i opłat celnych pobieranych na przejściach granicznych,
3. Dochód z usług publicznych,
4. Finanse wysłane przez emigrantów z Iraku oraz Turcji,
5. Darowizny lokalne.

W 2015 administracja regionu opublikowała informacje dotyczące finansów regionu, z których wynikało, że łączna kwota dochodów za rok 2014 dla autonomicznej administracji wynosiła ok. 3 mld funtów syryjskich (tj. 5,8 mln USD), z czego 50% wydano na „samoobronę i ochronę”, 18% dla Kantonu Cizîrê (obecnie Region Cizîrê), 8,5% dla Kantonu Kobanî (obeckie Region Eufratu), 8,5% dla Kantonu Afrîn (obecnie Region Afrîn), 15% dla "Komitetu Wewnętrznego", a wszelkie pozostałe pieniądze przeznaczono na rezerwy do wykorzystania w następnym roku.

### Wewnętrzna polityka gospodarcza
Region autonomiczny jest rządzony przez koalicję partii, które opierają swoje dążenia polityczne w dużej mierze na ideologii wolnościowego socjalizmu Abdullaha Öcalana, co ma oznaczać osiągnięcie modelu ekonomicznego, który łączy spółdzielczość oraz prywatną inicjatywę. W 2012 PYD uruchomiło tzw. „Plan ekonomii społecznej”, później przemianowany na „Plan gospodarki ludowej” (PEP). Własność prywatna i przedsiębiorczość są chronione na zasadzie „własności przez użytkowanie”. Dr Dara Kurdaxi, regionalna urzędnicza, oświadczyła: „Metoda stosowana w Rożawie nie sprzeciwia się własności prywatnej, ale raczej ma na celu umożliwienie korzystania z tejże własności wszystkim ludziom mieszkającym w Rożawie”.

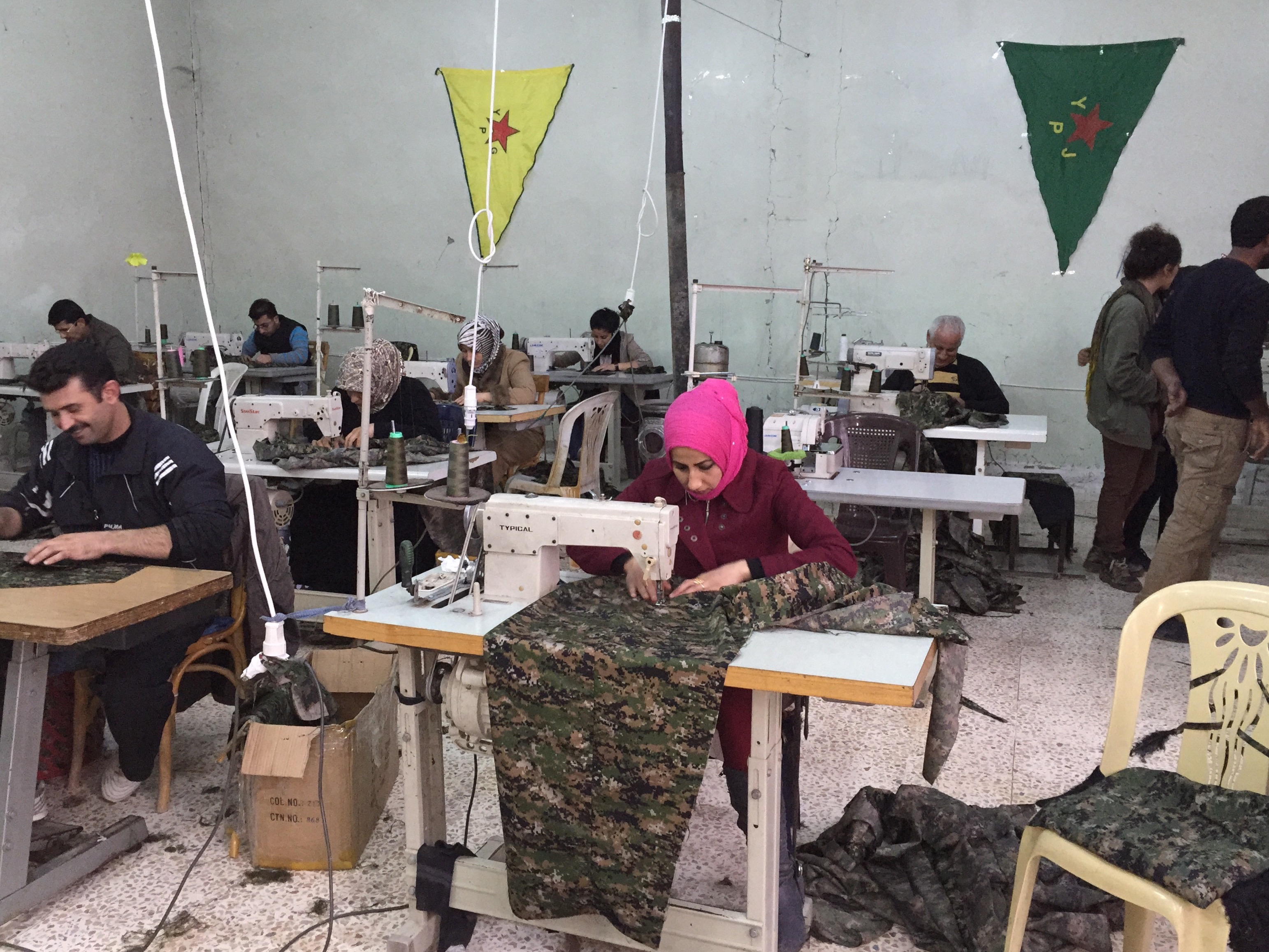
Administracja Rożawy wspiera wysiłki pracowników na rzecz tworzenia spółdzielni, takich jak ta spółdzielnia szwalnicza w Dêrik.

Ustanowiono komuny i spółdzielnie w celu zapewnienia podstawowych produktów. Spółdzielnie odpowiadają za dużą część produkcji rolnej (w tym produkcji pistacji i prażonych nasionach) oraz działają w budownictwie, fabrykach, produkcji energii, inwentarzu żywym oraz na publicznych rynkach. Istnieje przynajmniej kilkaset komun w miastach oraz wsiach regionu, które działają w systemie kolektywnego rolnictwa. Komuny te najczęściej składają się z ok. 20–35 osób. Według regionalnego „Ministerstwa Gospodarki”, około trzy czwarte całej własności zostało objęte własnością wspólnoty, a jedna trzecia produkcji została przekazana do bezpośredniego zarządzania przez rady robotnicze.

### Zewnętrzne stosunki gospodarcze
Wydobycie ropy oraz produkcja żywności stanowią znaczące elementy gospodarki Rożawy[81], przez co są również głównymi produktami eksportowymi. Produkty rolne obejmują owce, zboża i bawełnę. Natomiast ważnymi towarami importowanymi są dobra konsumpcyjne oraz części samochodowe. Ze względu na nałożone przez Turcję embargo, przepływ towarów oraz dostęp do pomocy humanitarnej i wojskowej jest bardzo ograniczony. Władze Turcji nie zezwala na przepływ jakichkolwiek towarów oraz przekroczenie granicy przedsiębiorcom. Blokada graniczących z autonomią terytoriów – kontrolowanych przez Turcję, Państwo Islamskie, a częściowo także przez Rząd Regionalny Kurdystanu – tymczasowo spowodowała znaczne zniekształcenia cen względnych w Regionie Cizîrê i Regionie Eufrat; efektem tego był np. koszt benzyny, który wynosił tylko połowę tego (35  £S za 1 l), co woda butelkowana (75 £S za 1 l).
Przejście Graniczne Semalka z irackim Kurdystanem było co jakiś czas zamykane przez Regionalny Rząd Kurdystanu, ale zostało otwarte na stałe w czerwcu 2016, a wraz z utworzeniem korytarza do kontrolowanego przez rząd syryjski terytorium w kwietniu 2017 wymiana gospodarcza w coraz większym stopniu zaczęła ulegać normalizacji. Ponadto w maju 2017 w północnym Iraku Siły Mobilizacji Ludowej walczącej z Państwem Islamskim oczyściły korytarz łączący region autonomiczny i kontrolowane przez rząd terytorium Iraku.

## Bezpieczeństwo publiczne

### Policja i bezpieczeństwo

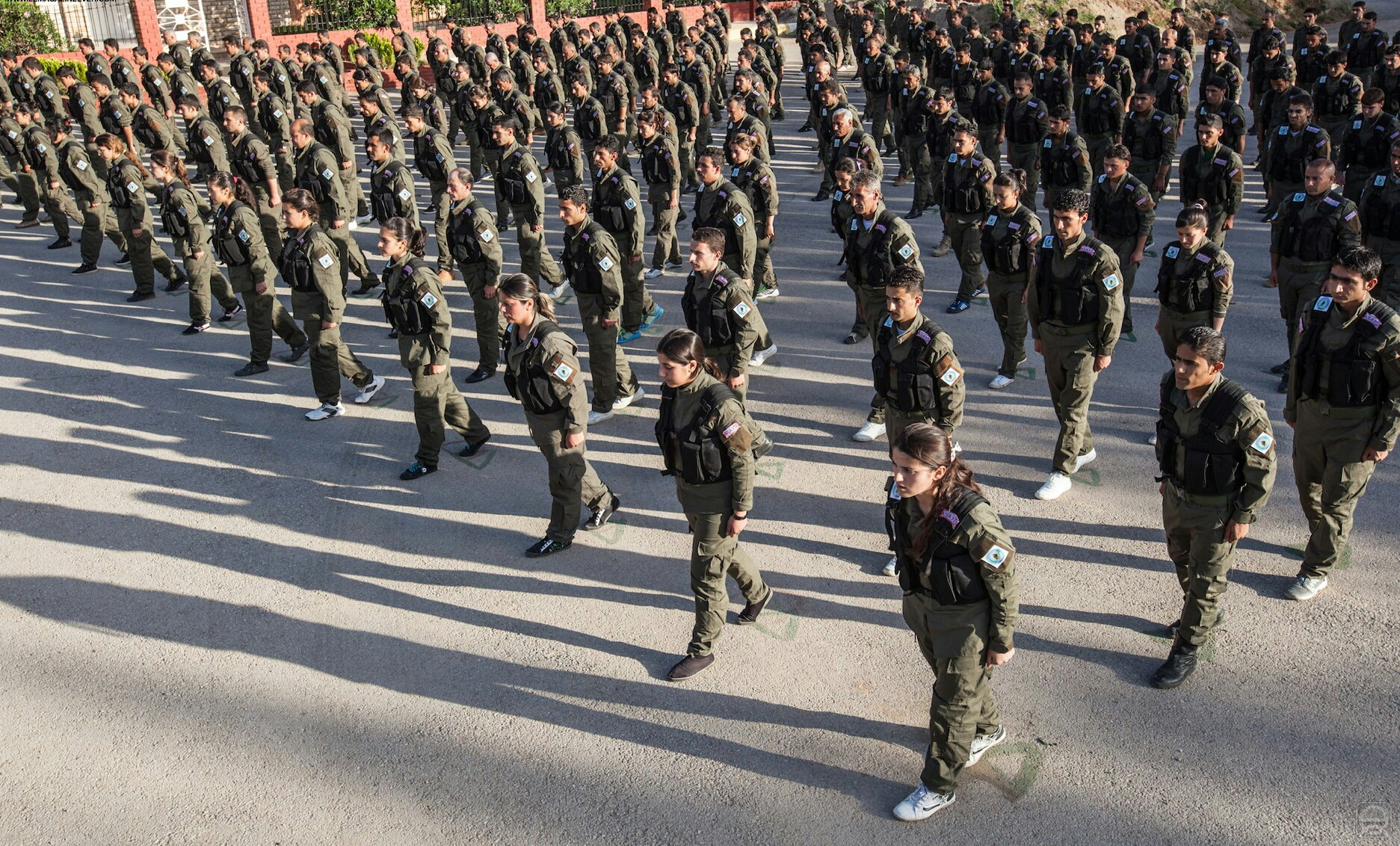
Członkowie Asaisz.

Rolę policja w regionie pełnią Siły Bezpieczeństwa Wewnętrznego (kurd. Hêzên Ewlekariya Hundirîn), określanie również Asaisz (kurd. Asayîş; dosłownie „bezpieczeństwo”). Formację utworzono 25 lipca 2013, aby wypełnić lukę w bezpieczeństwie po wycofaniu się syryjskich sił bezpieczeństwa. Zgodnie z konstytucją Autonomicznej Administracji Północnej i Wschodniej Syrii za działania policji odpowiadają podregiony autonomiczne. Lokalne siły Asaisz składają się z 26 oficjalnych biur, których celem jest zapewnienie bezpieczeństwa i rozwiązywanie problemów społecznych. Instytucja składa się z sześciu głównych jednostek: Administracja punktów kontrolnych, Dowództwo Sił Antyterrorystycznych (kurd. Hêzên Antî Teror, HAT), Dyrekcja Wywiadu, Dyrekcja ds. Przestępczości Zorganizowanej, Dyrekcja Ruchu i Dyrekcja Skarbowa. Do 2016 utworzono 218 biur Asaisz i 385 punktów kontrolnych z 10 funkcjonariuszami w każdym. W większych miastach działają dyrekcje generalne odpowiedzialne za wszystkie aspekty bezpieczeństwa, w tym kontrolę drogową. Każdy subregion ma dowództwo HAT, a każde centrum Asaisz organizuje się autonomicznie.
Na szczeblu lokalnym bezpieczeństwo zapewniają również miejskie Cywilne Siły Obronne (kurd. Hêza Parastina Cewherî, HPC) i regionalne Siły Samoobrony (kurd. Hêzên Xweparastinê, HXP). W Regionie Dżazira funkcjonuje dodatkowo asyryjska policja Sutoro, która zorganizowana jest na każdym obszarze zamieszkałym przez ludność asyryjską, zapewnia bezpieczeństwo i rozwiązuje problemy społeczne we współpracy z innymi jednostkami.
W regionie funkcjonują również asyryjskie formacje Strażnicy Chaburu i Nattoreh. Choć nie są to jednostki policji, również zajmują się zapewnieniem bezpieczeństwa w miastach wzdłuż rzeki Chabur. Siły Ochrony Kobiet Bethnahrain (jako część Syriackiej Rady Wojskowej) również utrzymują oddział policji. Na obszarach odebranych ISIL podczas kampanii w Rakce Siły Bezpieczeństwa Wewnętrznego Rakki

### Siły zbrojne

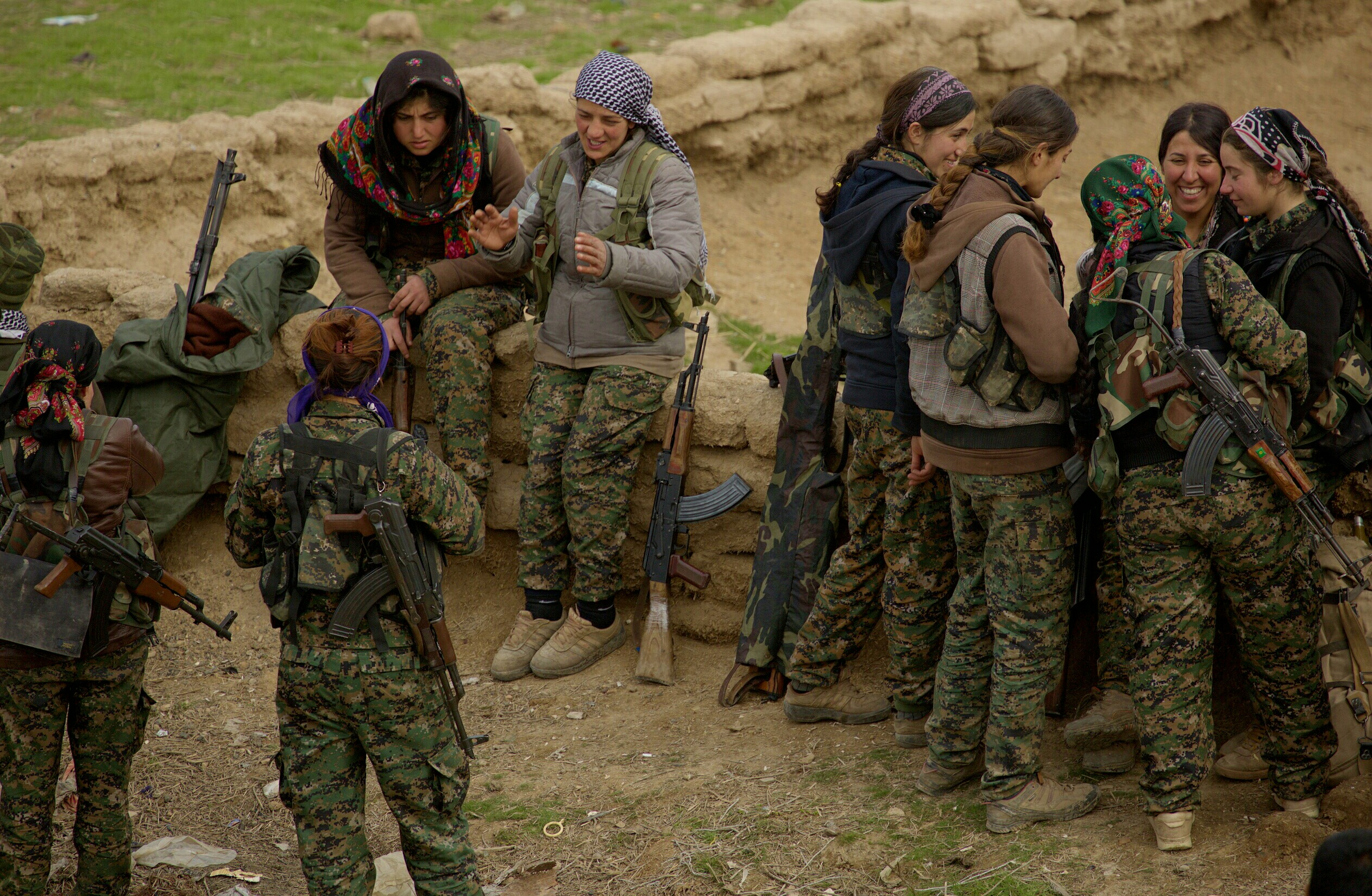
Żołnierki Kobiecych Jednostek Ochrony (YPJ) odgrywają znaczącą rolę bojową w regionie.

Główną siłą militarną regionu są zawiązane w 2015 Syryjskie Siły Demokratyczne (SDF), stanowiące sojusz syryjskich grup rebelianckich. Na czele SDF stoją Powszechne Jednostki Ochrony (YPG) składające się w większości z Kurdów. YPG została założona przez Partię Unii Demokratycznej (PYD) po starciach w Al-Kamiszli w 2004, ale po raz pierwszy była aktywna podczas wojny domowej w Syrii. Istnieje także Syriacka Rada Wojskowa (MFS), czyli asyryjska milicja powiązana z Partią Unii Syriackiej (SUP). W sojuszu znajdują się również grupy Wolnej Armii Syryjskiej, takie jak Armia Rewolucjonistów i Brygada Północno-Demokratyczna, bojówki plemienne, takie jak Arabskie Siły Al-Sanadid, oraz miejskie rady wojskowe w Regionie Szahba, takie jak Rada Wojskowa Manbidż, Rada Wojskowa Al-Bab czy Rada Wojskowa Dżarabulus.
Siły Samoobrony (kurd. Hêzên Xweparastinê, HXP) to milicja obrony terytorialnej i jedyna w regionie poborowa siła zbrojna. Żołnierze są rekrutowani do garnizonu na swoim obszarze miejskim i podlegają odpowiedzialności i dowództwu odpowiednich regionów.